# Сандро Візер
Сандро Візер (нім. Sandro Wieser, * 3 лютого 1993, Вадуц) — ліхтенштейнський футболіст, півзахисник клубу «Тун» та національної збірної Ліхтенштейну.

## Клубна кар'єра
У дорослому футболі дебютував 2009 року виступами за молодіжну команду швейцарського «Базеля», в якій провів три сезони, взявши участь у 29 матчах чемпіонату. З 2011 року залучався до складу основної команди клубу. Разом з командою виграв Суперлігу сезону 2010/11, проте основним гравцем так і не став.
На початку 2012 року уклав контракт з німецьким клубом «Гоффенгайм 1899». Дебютував за нову команду в матчі чемпіонату проти мюнхенської «Баварії» 10 березня, ставши першим ліхтенштейнцем в чемпіонаті Німеччини. Проте цей матч залишився для Візера єдиним у Бундеслізі і наступні півтора сезони півзахисник провів у дублі. Після цього Сандро провів по сезону на правах оренди за австрійський «Рід» і швейцарський «Аарау».
В липні 2015 року підписав однорічний контракт з «Туном». Відтоді встиг відіграти за команду з Туна 15 матчів в національному чемпіонаті.

## Виступи за збірні
У 2009 році залучався до складу молодіжної збірної Ліхтенштейну. На молодіжному рівні зіграв у 6 офіційних матчах.
11 серпня 2010 року дебютував в офіційних іграх у складі національної збірної Ліхтенштейну в товариському матчі проти ісландців (1:1). Наразі провів у формі головної команди країни 31 матч, забивши 1 гол.
| Дата       | Місто              | Господарі            | Результат | Гості       | Турнір            | Голи | Примітки |
| ---------- | ------------------ | -------------------- | --------- | ----------- | ----------------- | ---- | -------- |
| 12-10-2010 | Вадуц              | Ліхтенштейн          | 0 – 0     | Чехія       | Відбір до ЧЄ 2012 | -    | 57' 84'  |
| 17-11-2010 | Таллінн            | Естонія              | 1 – 1     | Ліхтенштейн | товариський матч  | -    | 85'      |
| 9-2-2011   | Серравалле         | Сан-Марино           | 0 – 1     | Ліхтенштейн | товариський матч  | -    | 57' 64'  |
| 10-8-2011  | Вадуц              | Ліхтенштейн          | 1 – 2     | Швейцарія   | товариський матч  | -    | 14' 46'  |
| 2-9-2011   | Каунас             | Литва                | 0 – 0     | Ліхтенштейн | Відбір до ЧЄ 2012 | -    | 14' 46'  |
| 6-9-2011   | Логроньйо          | Іспанія              | 6 – 0     | Ліхтенштейн | Відбір до ЧЄ 2012 | -    | 70'      |
| 11-11-2011 | Секешфегервар      | Угорщина             | 5 – 0     | Ліхтенштейн | товариський матч  | -    | 46'      |
| 26-2-2012  | Та-Калі            | Мальта               | 2 – 1     | Ліхтенштейн | товариський матч  | -    |          |
| 12-10-2012 | Вадуц              | Ліхтенштейн          | 0 – 2     | Литва       | Відбір до ЧС 2014 | -    | 84'      |
| 16-10-2012 | Рига               | Латвія               | 2 – 0     | Ліхтенштейн | Відбір до ЧС 2014 | -    | 67'      |
| 14-11-2012 | Вадуц              | Ліхтенштейн          | 0 – 1     | Мальта      | товариський матч  | -    | 87'      |
| 22-3-2013  | Вадуц              | Ліхтенштейн          | 1 – 1     | Латвія      | Відбір до ЧС 2014 | -    |          |
| 4-6-2013   | Краків             | Польща               | 2 – 0     | Ліхтенштейн | товариський матч  | -    | 83'      |
| 7-6-2013   | Вадуц              | Ліхтенштейн          | 1 – 1     | Словаччина  | Відбір до ЧС 2014 | -    | 90'+5'   |
| 14-8-2013  | Вадуц              | Ліхтенштейн          | 2 – 3     | Хорватія    | товариський матч  | -    | 90'      |
| 6-9-2013   | Вадуц              | Ліхтенштейн          | 0 – 1     | Греція      | Відбір до ЧС 2014 | -    | 86'      |
| 10-9-2013  | Маріямполе         | Литва                | 2 – 0     | Ліхтенштейн | Відбір до ЧС 2014 | -    | 62'      |
| 15-10-2013 | Пірей              | Греція               | 2 – 0     | Ліхтенштейн | Відбір до ЧС 2014 | -    |          |
| 4-9-2014   | Тузла (місто)      | Боснія і Герцеговина | 3 – 0     | Ліхтенштейн | товариський матч  | -    |          |
| 8-9-2014   | Хімки              | Росія                | 4 – 0     | Ліхтенштейн | Відбір до ЧЄ 2016 | -    | 19'      |
| 9-10-2014  | Вадуц              | Ліхтенштейн          | 0 – 0     | Чорногорія  | Відбір до ЧЄ 2016 | -    |          |
| 15-11-2014 | Кишинів            | Молдова              | 0 – 1     | Ліхтенштейн | Відбір до ЧЄ 2016 | -    |          |
| 27-3-2015  | Вадуц              | Ліхтенштейн          | 0 – 5     | Австрія     | Відбір до ЧЄ 2016 | -    |          |
| 31-3-2015  | Ешен (Ліхтенштейн) | Ліхтенштейн          | 1 – 0     | Сан-Марино  | товариський матч  | -    | 57'      |
| 14-6-2015  | Вадуц              | Ліхтенштейн          | 1 – 1     | Молдова     | Відбір до ЧЄ 2016 | 1    | 50'      |
| 5-9-2015   | Подгориця          | Чорногорія           | 2 – 0     | Ліхтенштейн | Відбір до ЧЄ 2016 | -    | 32' 66'  |
| 9-10-2015  | Вадуц              | Ліхтенштейн          | 0 – 2     | Швеція      | Відбір до ЧЄ 2016 | -    |          |
| 12-10-2015 | Відень             | Австрія              | 3 – 0     | Ліхтенштейн | Відбір до ЧЄ 2016 | -    |          |
| Усього     |                    | Матчів               | 28        |             | Голів             | 1    |          |

## Титули і досягнення
- Чемпіон Швейцарії (1):

«Базель»: 2010–11
- Володар Кубка Ліхтенштейну (5):

«Вадуц»: 2018-19, 2021-22, 2022-23, 2023-24, 2024-25